# Ctenotus storri
Ctenotus storri là một loài thằn lằn trong họ Scincidae. Loài này được Rankin mô tả khoa học đầu tiên năm 1978.